# 1569 en France
Chronologie de la France
- 1565
- 1566
- 1567
- 1568
- 1569
- 1570
- 1571
- 1572
- 1573

## Événements
- 9 janvier : les Protestants rochelais prennent et pillent l’abbaye de Saint-Michel-en-l’Herm[1].
- 13 janvier : Guillaume de Nassau, chef des Gueux des Pays-Bas, entré en France avec son armée le 19 novembre 1569, est contraint de rentrer en Allemagne, sans ses troupes et sans argent[2].

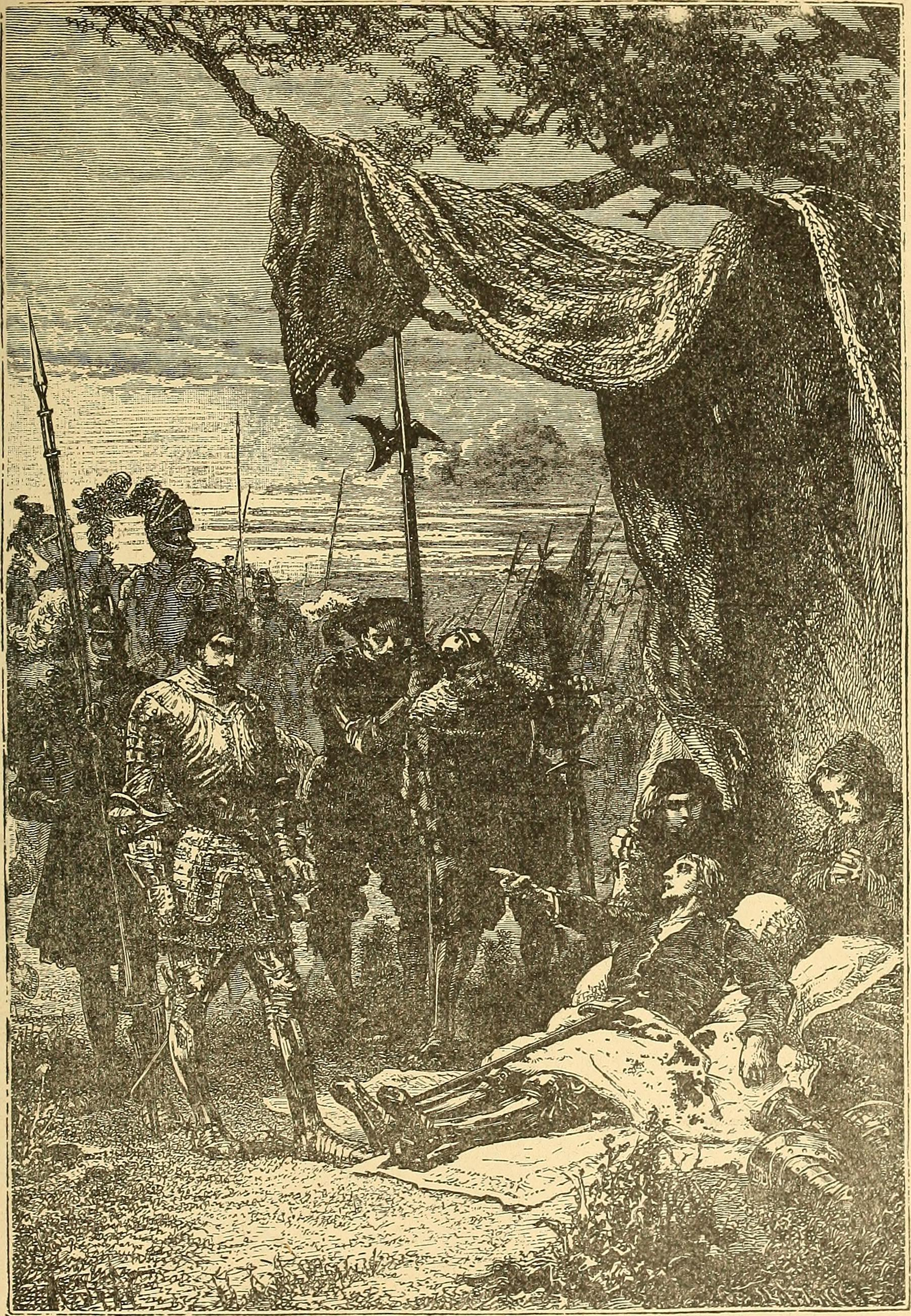
13 mars : mort de Condé, gravure de 1893.

- 13 mars : bataille de Jarnac entre l’armée royale et les Huguenots français conduit par Condé qui est assassiné à la fin de la bataille, sans doute à l’instigation du duc d’Anjou[3]. Son cadavre est promené à dos d’ânesse par les royaux et exposé sur une table pendant deux jours au château de Jarnac. Coligny et d’Andelot rassemblent le reste de leurs troupes à Cognac, où le jeune Henri de Navarre est proclamé généralissime du parti calviniste sous la tutelle de Gaspard II de Coligny. Coligny laisse une garnison à Cognac et gagne Saintes, puis Saint-Jean-d’Angély[4]. D’Andelot se rend en Poitou pour y lever des troupes, puis pris d’une fièvre violente, meurt à Saintes le 27 mai[5].

- 12 juin : les renforts allemands venus du Palatinat menés par Wolfgang de Bavière (mort le 11 juin) font leur jonction avec l’armée protestante de Coligny près de Saint-Yrieix.
- 25 juin : Coligny bat les catholiques à la bataille de La Roche-l’Abeille[3].
- 30 juin : exécution du négociant huguenot Philippe de Gastine ainsi que de son fils Richard et de son gendre Nicolas Croquet[6].

- 2 août : La ville de Saint-Gaudens, en Comminges, est prise et pillée par les Huguenots menés par le comte de Montgomery[7].
- 18 août : le bruit ayant couru que le duc Casimir s’apprête à envahir le royaume et le duc de Guise, après avoir remis une partie de son armée à Monsieur étant venu prendre ses ordres à la cour en relevant l’invasion imminente de reîtres allemands, un édit royal prévoit pour cette date un grand rassemblement de gens en armes en Champagne[8].
- 23 août : prise par surprise de la chartreuse de Bonnefoy par les Protestants du capitaine Philippe Charreyre. Rochebonne, gouverneur du Velay, parvient à s’introduire dans la chartreuse et à massacrer les Protestants pendant leur sommeil[9].

- 7 septembre : échec du siège de Poitiers par les Protestants de Coligny[10].
- 27 septembre : Coligny est condamné à mort par le Parlement de Paris[3].

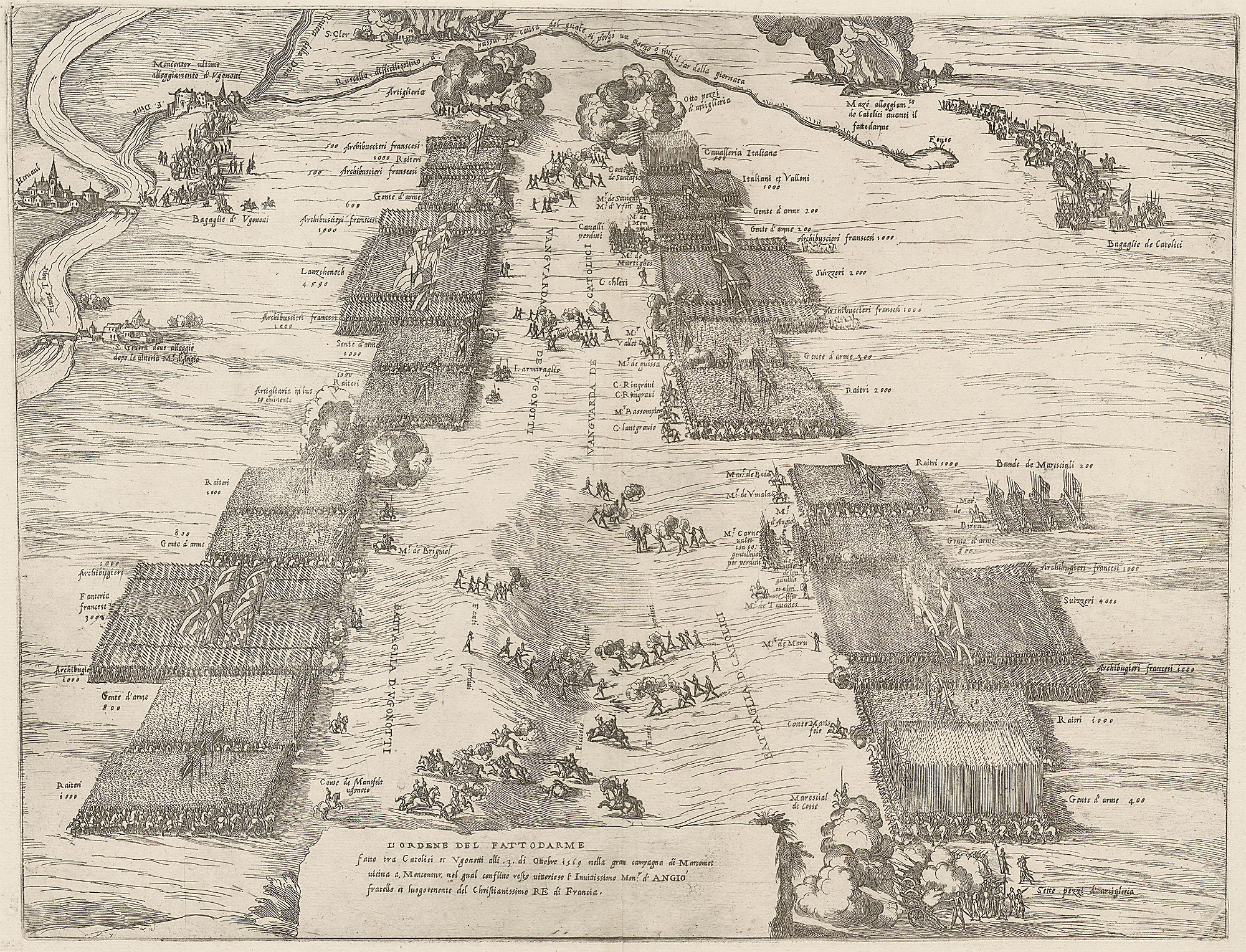
3 octobre : bataille de Moncontour.

- 3 octobre : bataille de Moncontour. Victoire d’Henri d’Anjou, futur Henri III sur l’armée protestante de Gaspard II de Coligny[3]. Ce dernier réunit les troupes protestantes et dévaste la Guyenne et le Languedoc (1569-1570). À cette occasion, pape Pie V engage son argent et ses troupes contre les protestants en France[11].
- 8 octobre : Villars est nommé amiral de France[12].
- 16 octobre : Coligny quitte Saintes avec quelques milliers d’hommes vers la vallée de la Garonne pour rejoindre les vicomtes gascons victorieux à Montauban, où il passe l’hiver[13].
- 16 octobre - 2 décembre : siège de Saint-Jean-d’Angély par Charles IX[12].
- 30 octobre : le maréchal de Saulx défait les protestants du prince de Condé à la bataille de Pamproux.
- Nuit du 14 au 15 novembre : Nîmes est investie par les protestants de Nicolas Calvière en passant par les égouts[14].

- Grève des compagnons des imprimeurs lyonnais. Le roi renouvelle l’interdiction des confréries de métier[15].

## Naissances en 1569
- x

## Décès en 1569
- 30 juin : Philippe de Gastine